# Mijoux
Ne doit pas être confondu avec La Cluse-et-Mijoux.
Mijoux est une commune française, située dans le département de l'Ain en région Auvergne-Rhône-Alpes. Mijoux se trouve dans le Pays de Gex, dans le massif du Jura.

## Géographie
Géographiquement, le village est situé dans la partie supérieure de la vallée de la Valserine, étroite et encaissée entre les hautes corniches calcaires du premier anticlinal jurassien et le rebord du plateau de Lajoux (Jura). Mais la commune n'en possède que le versant oriental, de la « Combe-en-haut » où la rivière prend sa source, jusqu'à la « Combe-en-bas », près de l'entrée du village voisin de Lélex.
Bien que très étirée - elle a seize kilomètres de long pour deux seulement de largeur moyenne - la commune est un carrefour : la route du fond de la vallée croise celle qui relie Saint-Claude à Genève par le col de la Faucille.
Le village s'est installé à cette intersection, à 1 000 mètres d'altitude environ. La commune se compose aussi des hameaux des Sept-Fontaines et des Mars.

### Communes limitrophes
|                                             | Divonne-les-Bains |                              |
| Lajoux (Jura) Septmoncel les Molunes (Jura) | Mijoux            | Vesancy Gex Échenevex Crozet |
|                                             | Lélex             |                              |

### Hameaux
- Hameaux et lieux-dits principaux de Mijoux : les Mars, Septfontaines, la Batarde, la Greffière, le Carre, l'Acharnage, les Cornes, le Giboulet, la Gonrade, la Vannerie, la Vasserode, Bief bruyant, les Bouvettes, les Rosselles, la Borsatie, le Combet, la Corbière, la Creuse, la Crinquante, la Fouilleuse, la Gouille, les Joux Vertes, la Lotière, la Michaudie, la Nicode, la Peicharde, la Renfile, la Rose.

### Climat
Pour des articles plus généraux, voir Climat d'Auvergne-Rhône-Alpes et Climat de l'Ain.
En 2010, le climat de la commune est de type climat de montagne, selon une étude du CNRS s'appuyant sur une série de données couvrant la période 1971-2000. En 2020, Météo-France publie une typologie des climats de la France métropolitaine dans laquelle la commune est exposée à un climat de montagne ou de marges de montagne et est dans la région climatique Jura, caractérisée par une forte pluviométrie en toutes saisons (1 000 à 1 500 mm/an), des hivers rigoureux et un ensoleillement médiocre.
Pour la période 1971-2000, la température annuelle moyenne est de 6,6 °C, avec une amplitude thermique annuelle de 16 °C. Le cumul annuel moyen de précipitations est de 1 983 mm, avec 13 jours de précipitations en janvier et 10,8 jours en juillet. Pour la période 1991-2020, la température moyenne annuelle observée sur la station météorologique de Météo-France la plus proche, sur la commune de Cessy à 8 km à vol d'oiseau, est de 10,9 °C et le cumul annuel moyen de précipitations est de 1 063,2 mm,. Pour l'avenir, les paramètres climatiques de la commune estimés pour 2050 selon différents scénarios d'émission de gaz à effet de serre sont consultables sur un site dédié publié par Météo-France en novembre 2022.

## Urbanisme

### Typologie
Au 1er janvier 2024, Mijoux est catégorisée commune rurale à habitat dispersé, selon la nouvelle grille communale de densité à 7 niveaux définie par l'Insee en 2022.
Elle est située hors unité urbaine. Par ailleurs la commune fait partie de l'aire d'attraction de Genève - Annemasse (partie française), dont elle est une commune de la couronne,. Cette aire, qui regroupe 158 communes, est catégorisée dans les aires de 700 000 habitants ou plus (hors Paris),.

### Occupation des sols
L'occupation des sols de la commune, telle qu'elle ressort de la base de données européenne d’occupation biophysique des sols Corine Land Cover (CLC), est marquée par l'importance des forêts et milieux semi-naturels (79,7 % en 2018), une proportion sensiblement équivalente à celle de 1990 (79 %). La répartition détaillée en 2018 est la suivante : 
forêts (70,6 %), prairies (15 %), milieux à végétation arbustive et/ou herbacée (9,1 %), espaces verts artificialisés, non agricoles (2,9 %), zones agricoles hétérogènes (1,3 %), zones urbanisées (1,1 %).
L'évolution de l’occupation des sols de la commune et de ses infrastructures peut être observée sur les différentes représentations cartographiques du territoire : la carte de Cassini (XVIIIe siècle), la carte d'état-major (1820-1866) et les cartes ou photos aériennes de l'IGN pour la période actuelle (1950 à aujourd'hui).

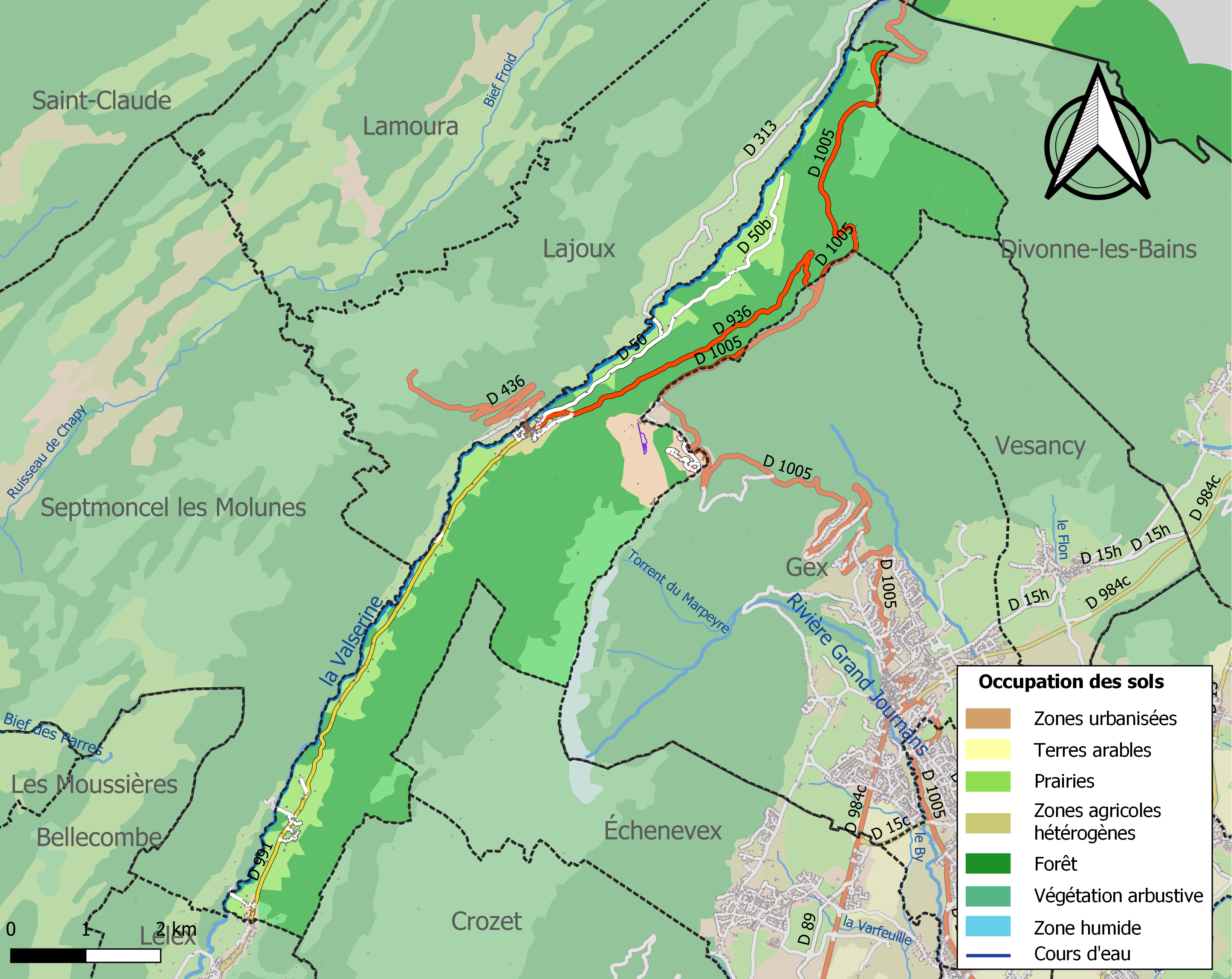
Carte des infrastructures et de l'occupation des sols de la commune en 2018 (CLC).

## Histoire

### Les origines
En 1334 la vallée fut déclarée propriété commune avec partage des revenus entre Jean II de Rosillon et le sire de Gex, Hugues de Joinville. Dans la convention, une clause allait s'avérer importante pour l'avenir car il fut décidé de bâtir et doter, à frais commun, un hospice dans la vallée.
Cet hospice était desservi par quelques moines chargés d'offrir l'hospitalité aux pèlerins les plus pauvres qui se rendaient sur le tombeau des saints de Condat (Saint-Claude) pour prier. On y venait de Genève et de la Savoie. Cet hospice fut la première maison de Mijoux habitée toute l'année.

### Le peuplement duXVeauXVIIIesiècle
Les conditions climatiques qui en dépendent ont fait que cette vallée sans printemps est longtemps restée inhabitée. Peu à peu les colons s'enhardirent à se fixer définitivement près de cet hospice, et défrichèrent.
Ils s'établirent d'abord le long de l'ancienne route, qui reliait Lajoux à la Faucille.
Le partage de la vallée en deux communes, Lajoux et Mijoux, dépendant de deux départements différents, l'Ain et le Jura, remonte au traité franco-espagnol signé à Auxonne en 1612 : le cours de la Valserine fut en effet choisi comme limite entre les deux pays. La rive gauche était devenue française en 1601 au traité de Lyon ; la rive droite le fut en 1678-1679, à la paix de Nimègue.

### DuXIXesiècleauXXIesiècle
La nouvelle frontière qui fut établie en 1815 au traité de Paris, après la chute de Napoléon, fixa la ligne des douanes françaises au cours de la Valserine : Mijoux, comme tout le pays de Gex, devenait « pays franc ».
À cette époque, la vallée était habitée par des familles nombreuses, dont l'activité principale changeait selon les saisons : en été, chacun s'affairait à rentrer le fourrage pour les bêtes, l'orge et les pommes de terre ainsi que les provisions de bois ; en hiver, dans toutes les fermes, les mêmes personnes taillaient et polissaient les pierres fines.
Alors simple hameau de Gex, Mijoux est érigée en commune le 18 août 1910.
Mais la saignée de la grande guerre puis la crise économique contribuèrent à l'abandon des fermes, la dépopulation fut brutale, puisqu'en un demi-siècle, la commune perdit les deux tiers de ses habitants !
Depuis 1969, le tourisme redonne vie à cette vallée.

## Politique et administration

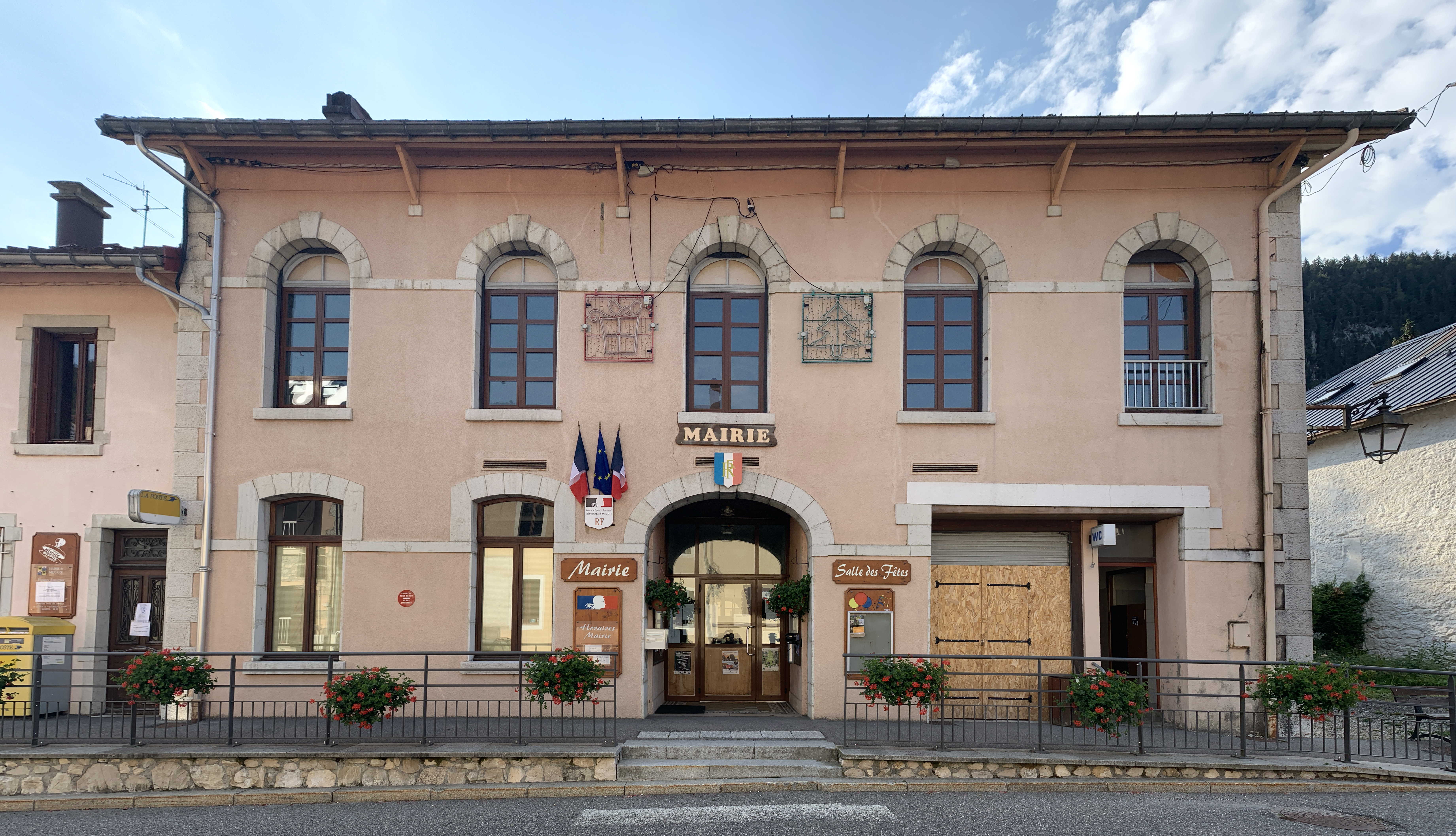
Mairie.

### Découpage territorial
La commune de Mijoux est membre de l'intercommunalité Pays de Gex Agglo, un établissement public de coopération intercommunale (EPCI) à fiscalité propre créé le 31 mai 1995 dont le siège est à Gex. Ce dernier est par ailleurs membre d'autres groupements intercommunaux.
Sur le plan administratif, elle est rattachée à l'arrondissement de Gex, au département de l'Ain et à la région Auvergne-Rhône-Alpes. Sur le plan électoral, elle dépend du  canton de Thoiry pour l'élection des conseillers départementaux, depuis le redécoupage cantonal de 2014 entré en vigueur en 2015, et de la troisième circonscription de l'Ain  pour les élections législatives, depuis le dernier découpage électoral de 2010.

### Administration municipale
| Période                                  | Période      | Identité            | Étiquette | Qualité                     |
| ---------------------------------------- | ------------ | ------------------- | --------- | --------------------------- |
| mars 1971                                | mars 1989    | Madeleine Trabbia   | SE        | Lapidaire                   |
| mars 1989                                | mars 2001    | Jean-Paul Gros      | SE        | Hôtelier                    |
| mars 2001                                | 2005         | Patrick Frigère     | SE        | Ingénieur sécurité          |
| février 2005                             | mars 2008    | Serge Lançon        | SE        | Micro mécanicien            |
| mars 2008                                | juillet 2020 | Jean-Yves Lapeyrere | SE        | Profession libérale         |
| juin 2020                                | juillet 2021 | Denise Comoy        | SE        | Ancienne employée           |
| octobre 2021                             | En cours     | Martine Viallet     | SE        | Ancienne haut fonctionnaire |
| Les données manquantes sont à compléter. |              |                     |           |                             |

## Démographie
L'évolution du nombre d'habitants est connue à travers les recensements de la population effectués dans la commune depuis 1911. Pour les communes de moins de 10 000 habitants, une enquête de recensement portant sur toute la population est réalisée tous les cinq ans, les populations de référence des années intermédiaires étant quant à elles estimées par interpolation ou extrapolation. Pour la commune, le premier recensement exhaustif entrant dans le cadre du nouveau dispositif a été réalisé en 2005.
En 2022, la commune comptait 297 habitants, en évolution de −12,65 % par rapport à 2016 (Ain : +5,15 %, France hors Mayotte : +2,11 %).
| 1911 | 1921 | 1926 | 1931 | 1936 | 1946 | 1954 | 1962 | 1968 |
| ---- | ---- | ---- | ---- | ---- | ---- | ---- | ---- | ---- |
| 664  | 518  | 442  | 404  | 424  | 364  | 323  | 288  | 227  |

| 1975 | 1982 | 1990 | 1999 | 2005 | 2006 | 2010 | 2015 | 2020 |
| ---- | ---- | ---- | ---- | ---- | ---- | ---- | ---- | ---- |
| 191  | 200  | 258  | 312  | 375  | 376  | 379  | 336  | 299  |

| 2022 | - | - | - | - | - | - | - | - |
| ---- | - | - | - | - | - | - | - | - |
| 297  | - | - | - | - | - | - | - | - |

## Économie
Mijoux est une station de sports d'hiver de la vallée de la Valserine. Elle est située au pied des plus hauts sommets du Jura, et au pied du col de la Faucille. Son domaine skiable fait partie depuis 1999 de la station Monts Jura, dont les remontées unissent Mijoux au col de la Faucille et au mont Rond. Le ski de fond est pratiqué au domaine nordique de la Vattay.

## Culture locale et patrimoine

### Lieux et monuments
- Le site classé du col de la Faucille.
- La table d'orientation de Montrond fait l’objet d’un classement au titre des monuments historiques depuis le 10 août 1936[20].
- Le pont Charlemagne sur la Valserine, pont que Yolande de France sœur du roi de France Louis XI et ses ravisseurs ont traversé en 1476 lors de son enlèvement par le capitaine du duc de Bourgogne.
- Le musée des pierres de Mijoux qui propose des démonstrations de taille.

### Évènements
- EuroVéloGex est une rencontre de cyclistes qui se déroule début juillet à Mijoux.

### Héraldique
| Blason de Mijoux | Blason  | Écartelé : au premier et au quatrième d'or à l'aigle de sable, au deuxième et au troisième d'azur aux trois morailles d'or rangées en pal et au chef d'argent chargé d'un lion issant de gueules ; à la croisette du même brochant sur l'écartelé. |
| Blason de Mijoux | Détails | |

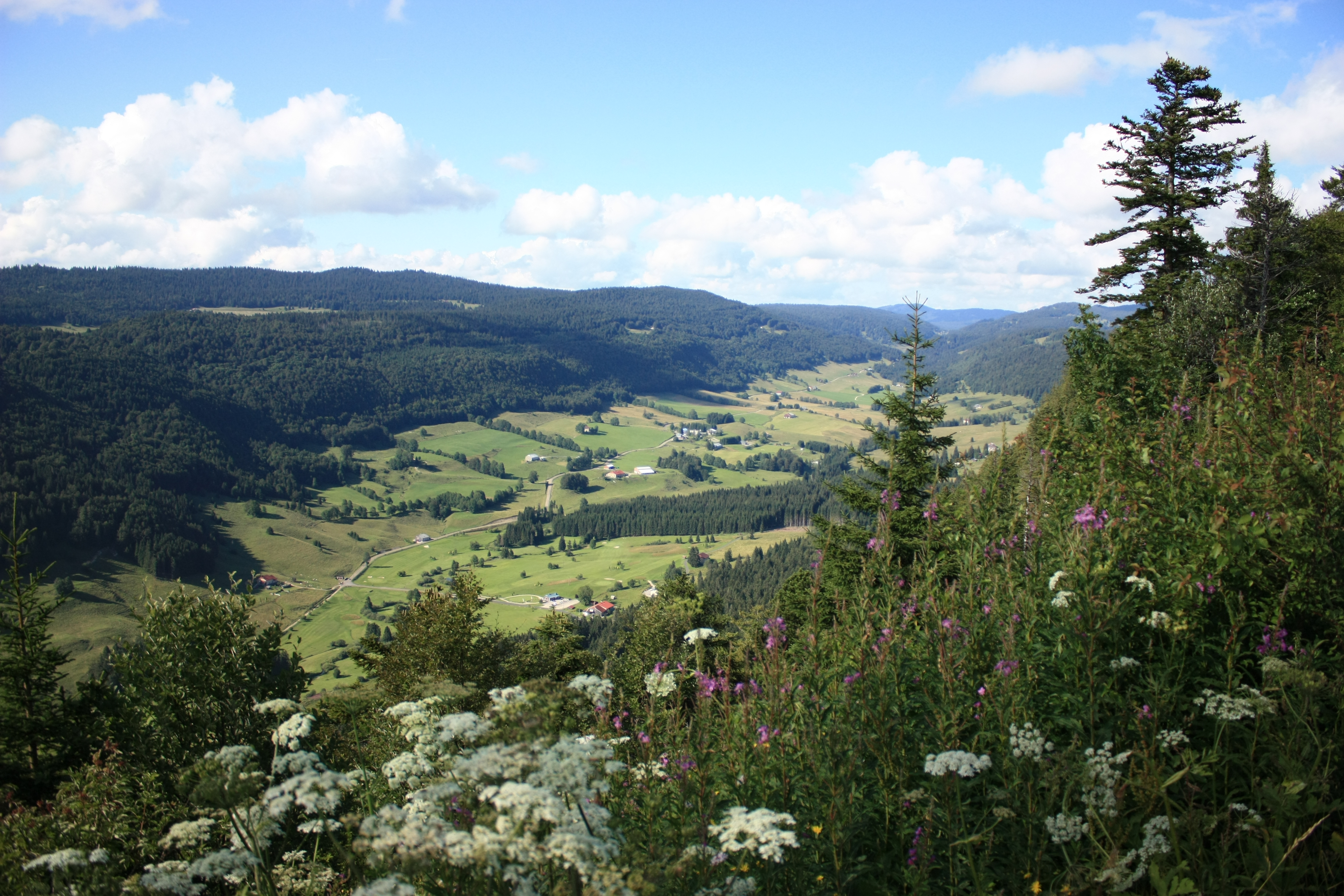
Vallée de la Valserine.
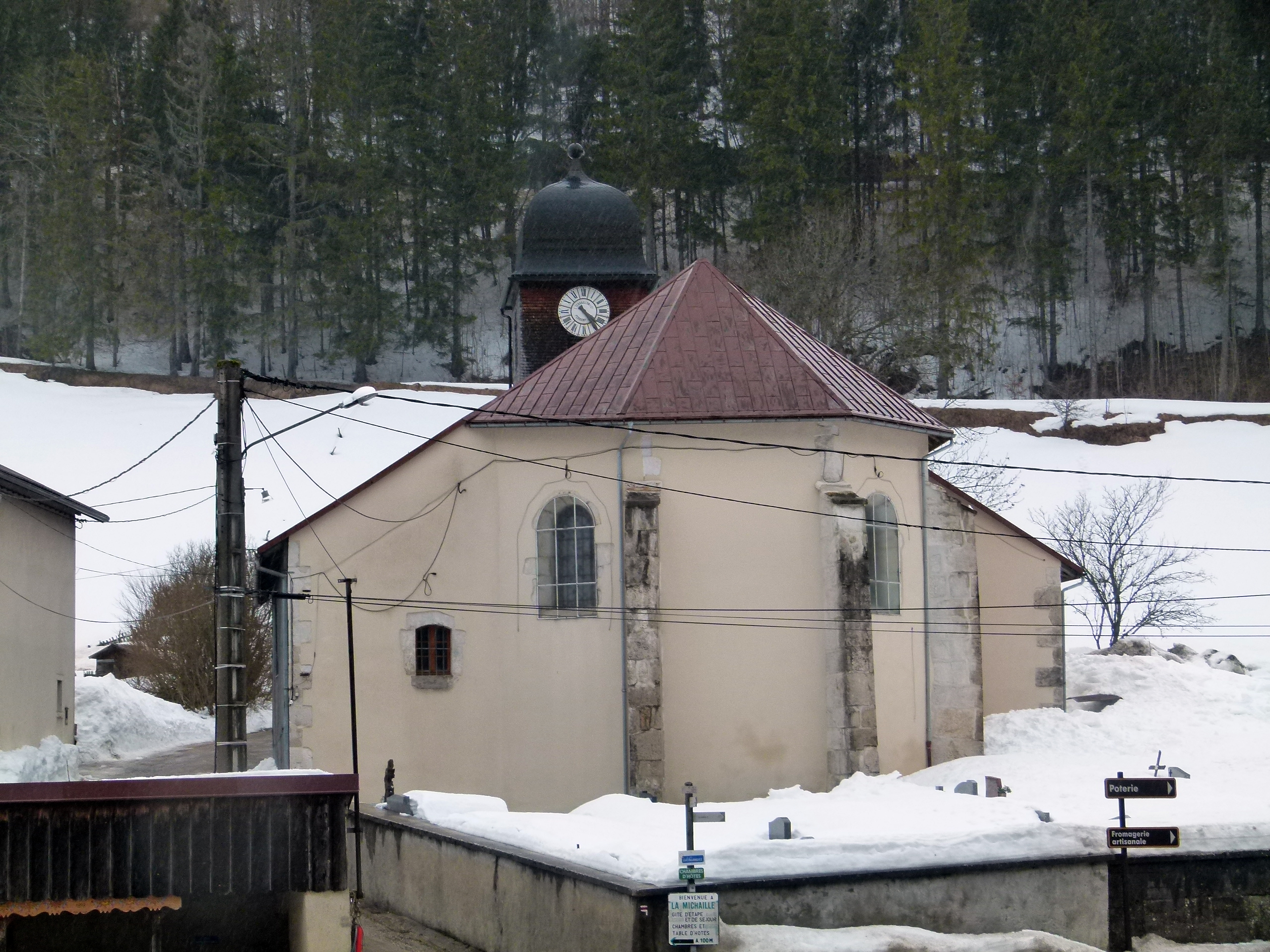
Église Saint-Jacques-Saint-Christophe.
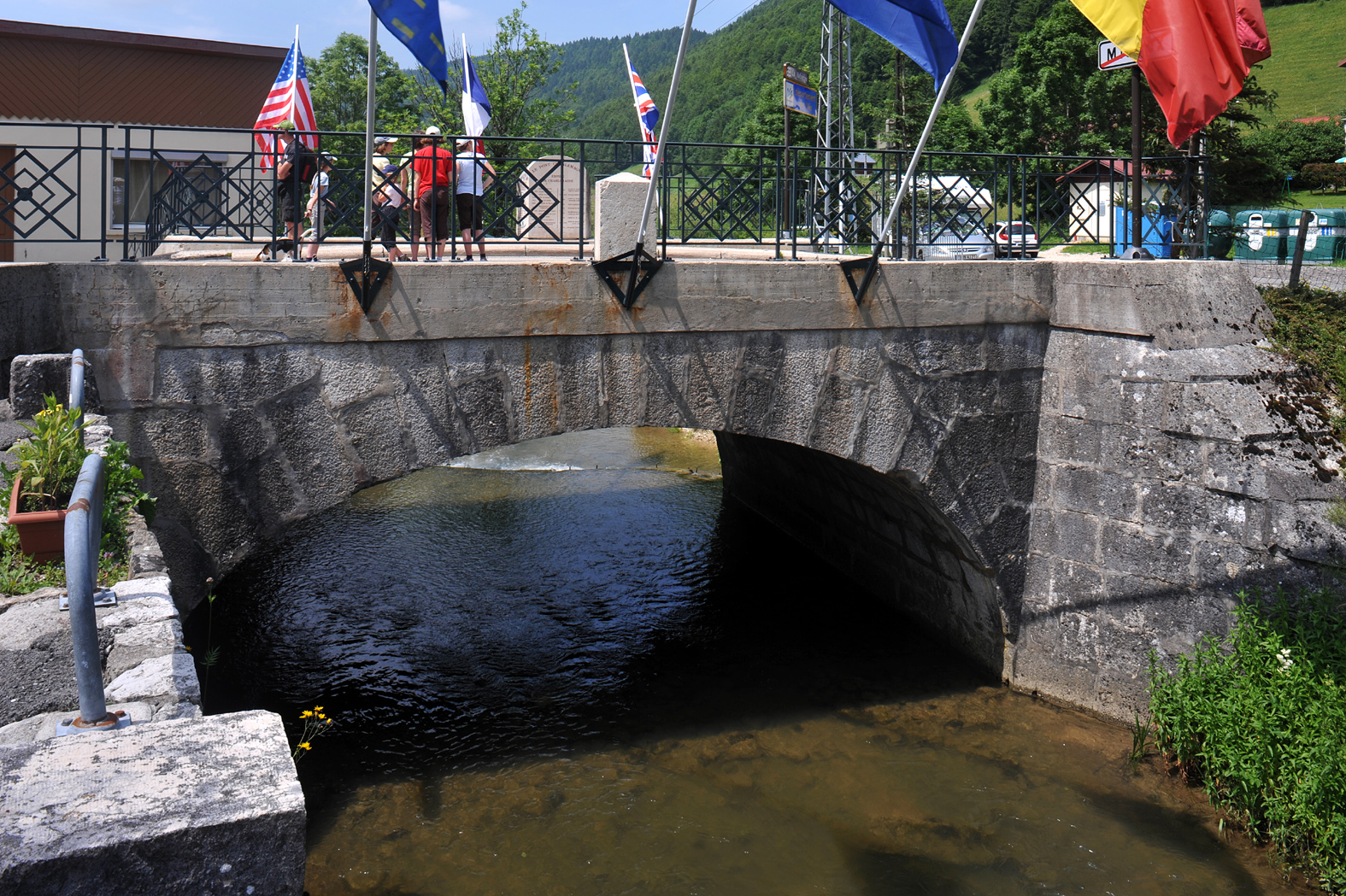
Pont Charlemagne.
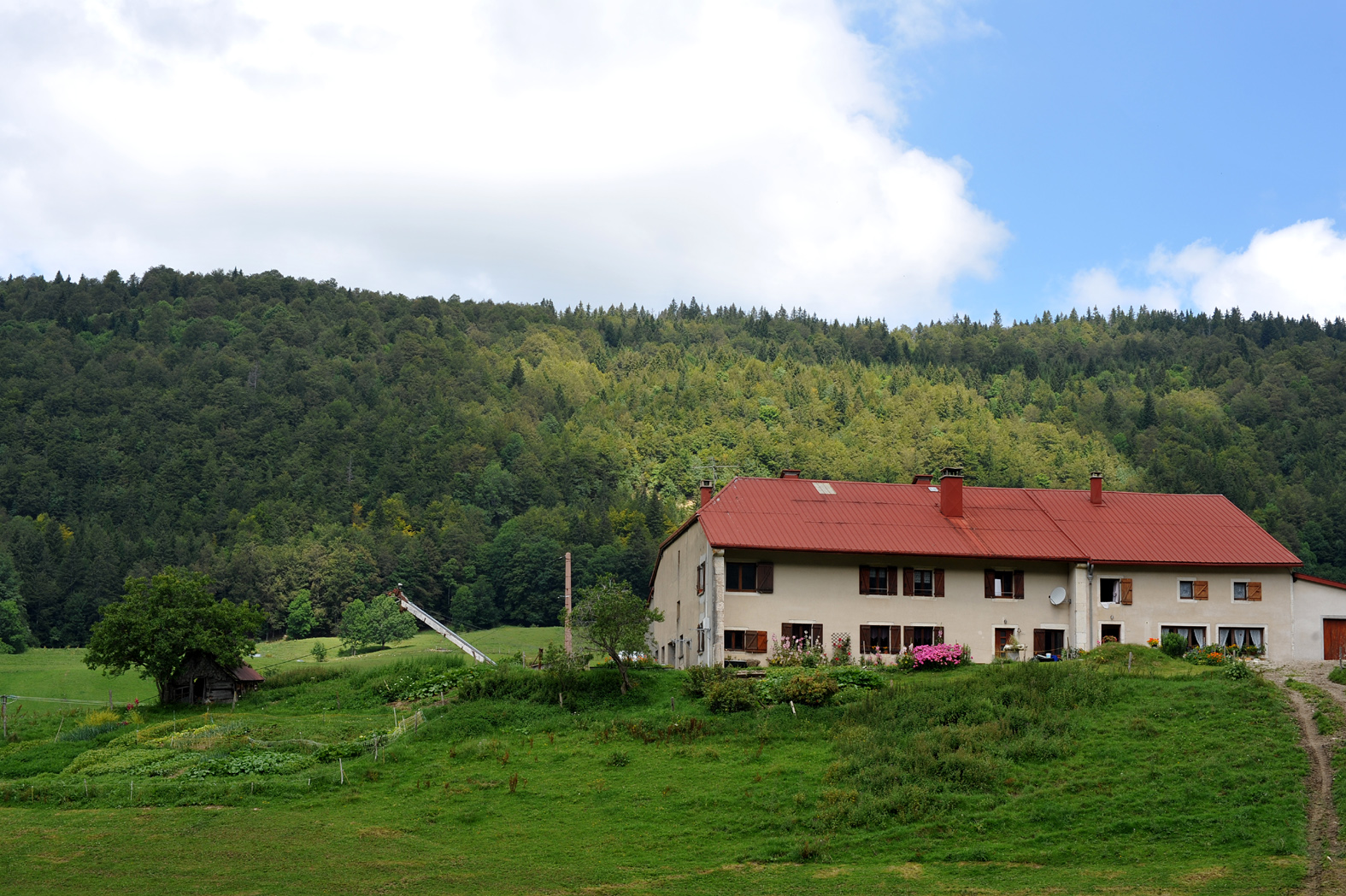
Ferme de la Petite Bachaudie.
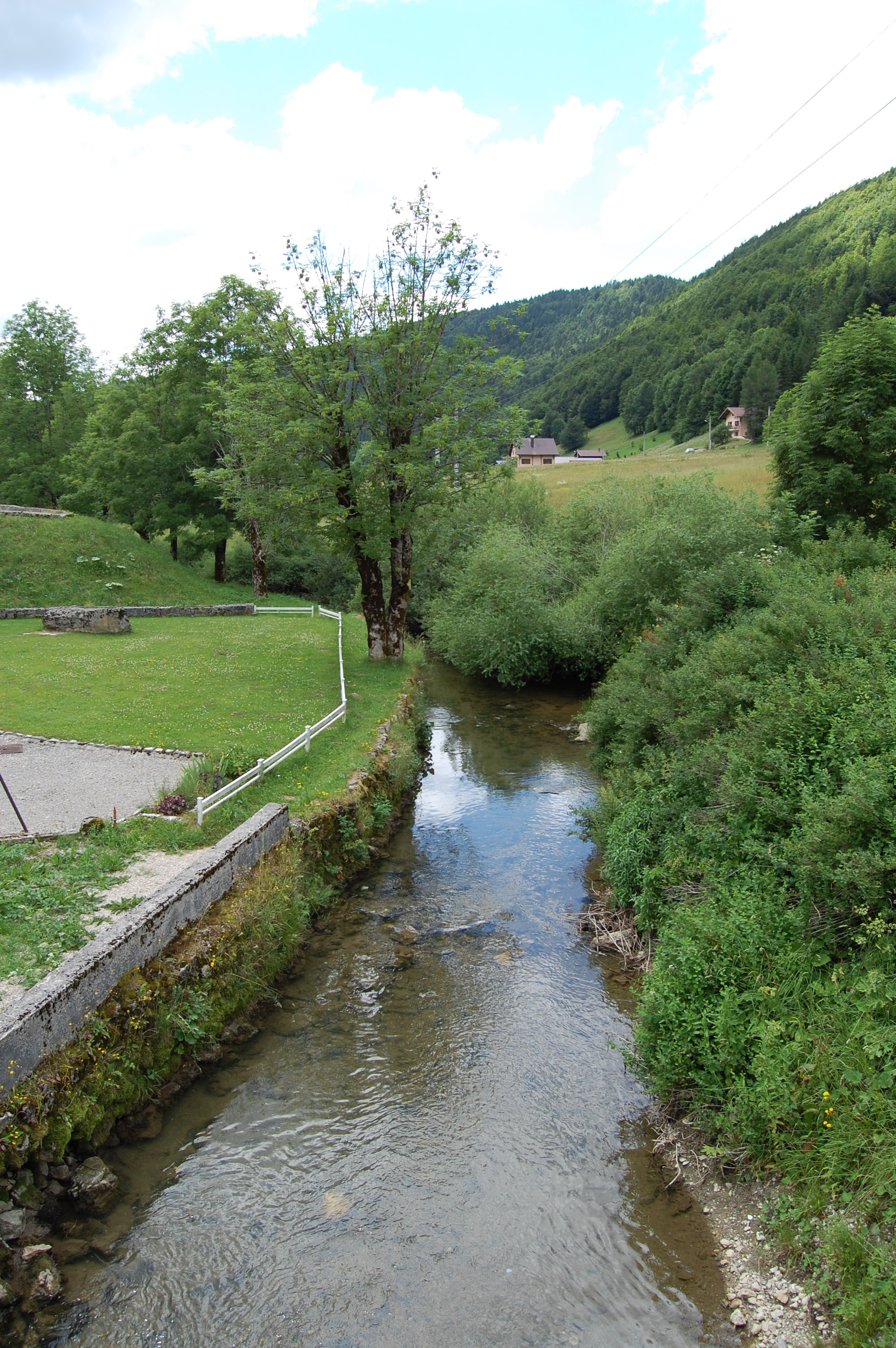
Cours de la Valserine.